# Regente da Hungria
O Regente da Hungria (em húngaro: Magyarország kormányzója, lit. "Governador da Hungria") foi um cargo estabelecido em 1446 e renovado em 1920. Foi mantido pelo almirante Miklós Horthy até 1944. Segundo a constituição da Hungria, havia dois regentes: um regente da casa governante, chamado Nádor, e outro chamado "Kormányzó" (que pode significar "governador"). Como a Entente havia proibido o legítimo Nádor de assumir seu lugar, a escolha recaiu sobre a eleição de um governador-regente: o Almirante Horthy foi o escolhido. Assim, ele foi regente do estado pós-Primeira Guerra Mundial chamado Reino da Hungria e serviu como chefe de estado na ausência de um monarca, enquanto um primeiro-ministro serviu como chefe de governo. Horthy foi denominado "Sua Alteza Sereníssima o Regente do Reino da Hungria" (em húngaro: Ő Főméltósága a Magyar Királyság Kormányzója).

## História

### Exemplos históricos

#### João Corvino

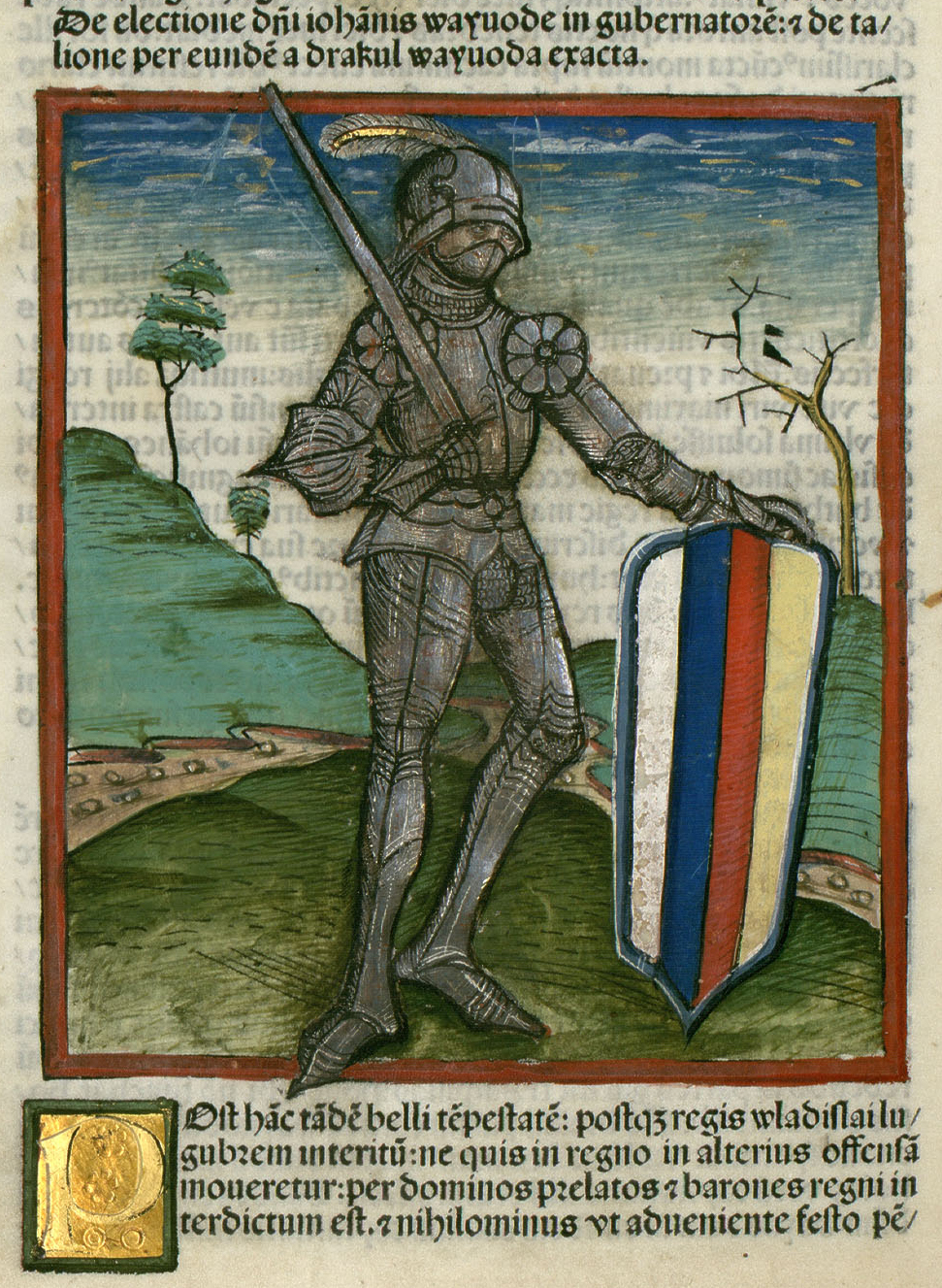
João Corvino, regente em 1446–1453 (Chronica Hungarorum, 1488)

Após a morte prematura de Alberto em 1439, João Corvino era da opinião de que a Hungria seria melhor servida por um rei guerreiro e emprestou seu apoio à candidatura do jovem rei da Polônia, Ladislau III de Varna em 1440, e assim entrou em colisão com o poderoso magnata Ulrico II de Celje, o principal proponente da viúva de Alberto, Isabel da Boêmia (1409–1442) e seu filho pequeno, Ladislau Póstumo da Boêmia e Hungria. Com destaque na breve guerra civil que se seguiu, o lado de Ladislau III foi reforçado pelas notáveis habilidades militares de Corvino e foi recompensado por Ladislau com a capitania da fortaleza de Belgrado, uma última dignidade que ele compartilhou com Miklós Újlaki. 
Na dieta que se reuniu em fevereiro de 1445, um governo provisório composto por cinco capitães-generais foi formado, com Hunyadi recebendo a Transilvânia e quatro condados na fronteira com o Tisza, chamados Partium ou Körösvidék, para governar. Como a anarquia resultante da divisão se tornou incontrolável, Hunyadi foi eleito regente da Hungria (Regni Gubernator) em 5 de junho de 1446 em nome de Ladislau V e recebeu os poderes de um regente. Seu primeiro ato como regente foi agir contra o rei alemão Frederico III, que se recusou a libertar Ladislau V. Depois de devastar a Estíria, a Caríntia e a Carníola e ameaçar Viena, as dificuldades de Corvino em outros lugares o obrigaram a fazer uma trégua com Frederico por dois anos. 

#### Mihály Szilágyi

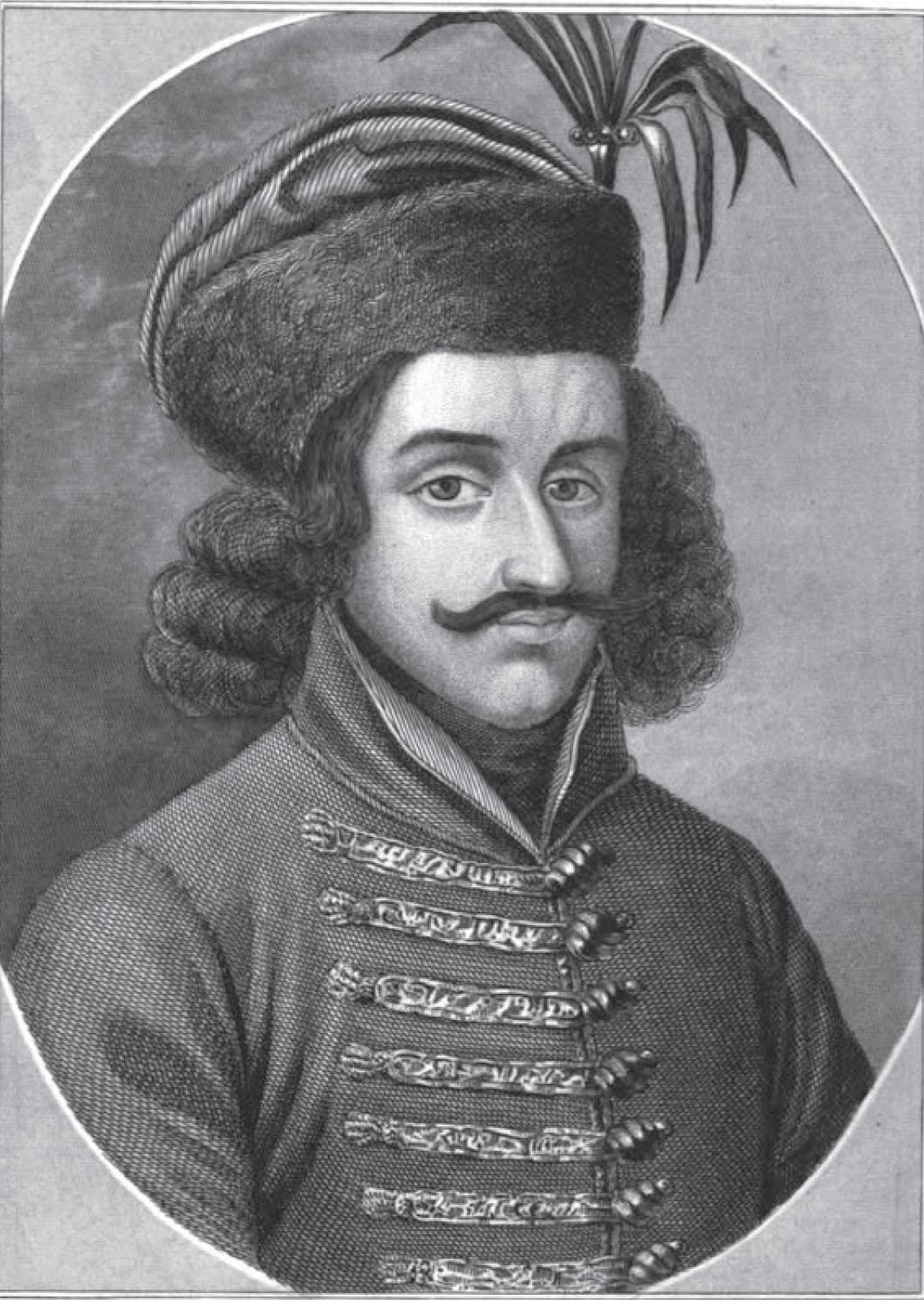
Mihály Szilágyi, regente em 1458

Em 20 de janeiro de 1458, Matias (filho de João Corvino) foi eleito rei pelo Parlamento. Esta foi a primeira vez no reino medieval húngaro que um membro da nobreza, sem ascendência ou parentesco dinástico, subiu ao trono real. Tal eleição perturbou o curso habitual da sucessão dinástica na época. Nos estados tcheco e húngaro, eles anunciaram uma nova era judiciária na Europa, caracterizada pela supremacia absoluta do Parlamento (sistema parlamentar) e uma tendência à centralização. Durante seu reinado, Matias reduziu o poder dos senhores feudais e governou com um grupo de indivíduos talentosos e altamente educados, escolhidos por suas habilidades e não por seu status social. A Dieta nomeou Mihály Szilágyi, tio do novo rei, como regente, devido à pouca idade de Matias. Ao longo de 1458, a luta entre o jovem rei e os magnatas, reforçada pelo próprio tio e guardião de Matias, Szilágyi, foi aguda. Mas Matias, que começou depondo Garai e demitindo Szilágyi, e então passou a cobrar um imposto, sem o consentimento da Dieta, para contratar mercenários, prevaleceu facilmente. 

#### Lajos Kossuth

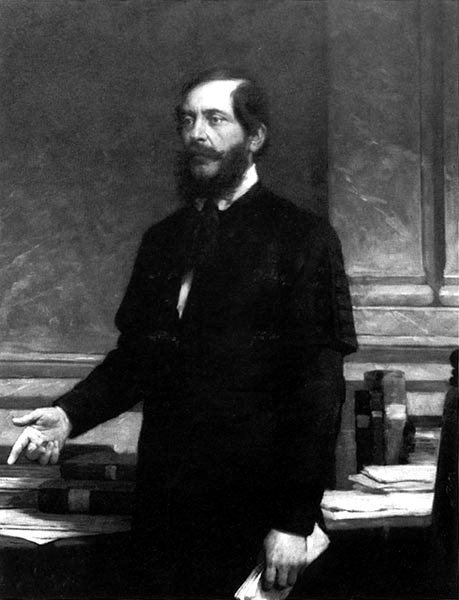
Lajos Kossuth, governador-presidente em 1849

Durante a Revolução Húngara de 1848, o novo Imperador Francisco José revogou todas as concessões feitas em março e proibiu Kossuth e o governo húngaro, estabelecido legalmente com base nas Leis de Abril. Em abril de 1849, quando os húngaros já haviam conquistado muitos sucessos, após convocar o exército, Lajos Kossuth emitiu a célebre Declaração de Independência da Hungria, na qual declarou que "a casa de Habsburgo-Lorena, perjurada aos olhos de Deus e dos homens, havia perdido o trono húngaro". Estabelecendo o Estado Húngaro, a declaração foi um passo característico de seu amor por ações extremas e dramáticas, mas aumentou as dissensões entre ele e aqueles que desejavam apenas autonomia sob a antiga dinastia, e seus inimigos não hesitaram em acusá-lo de almejar a realeza. O destronamento também tornou qualquer acordo com os Habsburgos praticamente impossível. Lajos Kossuth tornou-se chefe de Estado como governador-presidente da Hungria. 

### Pós-Primeira Guerra Mundial

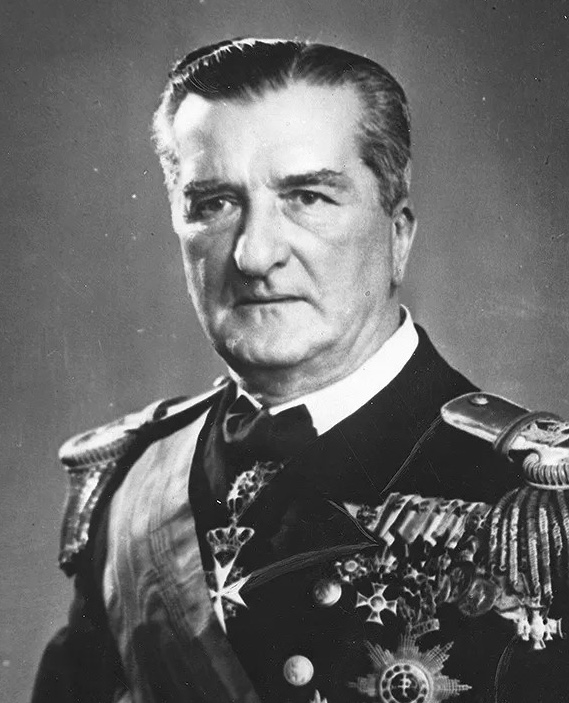
Miklós Horthy, regente de 1920 a 1944

Após a dissolução e desintegração da Áustria-Hungria após a Primeira Guerra Mundial, a República Democrática Húngara e a República Soviética Húngara foram brevemente proclamadas em 1918 e 1919, respectivamente. O curto governo comunista de Béla Kun lançou o que ficou conhecido como "Terror Vermelho", envolvendo a Hungria em uma guerra malfadada com a Romênia. Em 1920, o país entrou em um período de conflito civil, com anticomunistas e monarquistas húngaros expurgando violentamente a nação de comunistas, intelectuais de esquerda e outros pelos quais se sentiam ameaçados, especialmente judeus. Este período ficou conhecido como "Terror Branco". Em 1920, após a retirada das últimas forças de ocupação romenas, o Reino da Hungria foi restaurado. 
Em 1 de março de 1920, a Assembleia Nacional da Hungria restabeleceu o Reino da Hungria, mas optou por não retirar do exílio o governante deposto dos Habsburgos do Império Austro-Húngaro (o Imperador Carlos I da Áustria, que era o Rei Carlos (Karoly) IV da Hungria), pois o retorno de um Habsburgo ao trono húngaro era inaceitável para as potências da Entente (o Arquiduque José Augusto, um Habsburgo, havia sido rejeitado por eles como regente após assumir o cargo por algumas semanas em 1919).  Em vez disso, com oficiais do Exército Nacional controlando o edifício do parlamento, a assembleia votou para instalar o antigo Comandante-em-Chefe da Frota Imperial (Marinha Austro-Húngara) e atual Ministro da Guerra e Comandante do Exército Nacional, Almirante Horthy como chefe de estado; ele derrotou o Conde Albert Apponyi por uma votação de 131 a 7 e se tornou o novo Regente da Hungria. 
O bispo Ottokár Prohászka liderou então uma pequena delegação ao encontro de Horthy, anunciando: "O Parlamento da Hungria o elegeu Regente! Aceitaria o cargo de Regente da Hungria?". Para espanto deles, Horthy recusou, a menos que seus poderes fossem ampliados. Enquanto Horthy protelava, os políticos cederam e lhe concederam "as prerrogativas gerais do Rei, com exceção do direito de nomear títulos de nobreza e do patrocínio da Igreja". Essas prerrogativas incluíam o poder de nomear e demitir primeiros-ministros, de convocar e dissolver o parlamento e de comandar as forças armadas. Com esses amplos poderes garantidos, Horthy fez o juramento de posse.  (O rei Carlos tentou retomar o trono duas vezes; veja tentativas de Carlos IV da Hungria de retomar o trono para mais detalhes). 

## Funções
O estado húngaro era legalmente um reino, mas não tinha rei, pois os Aliados da Primeira Guerra Mundial não tolerariam o retorno dos Habsburgos. O país manteve seu sistema parlamentar após a dissolução da Áustria-Hungria, com um primeiro-ministro nomeado chefe de governo. Como chefe de Estado, Horthy manteve uma influência significativa através dos seus poderes constitucionais e da lealdade dos seus ministros à coroa.  Embora seu envolvimento na elaboração de legislação tenha sido minúsculo, ele teve a capacidade de garantir que as leis aprovadas pelo parlamento húngaro estivessem de acordo com suas preferências políticas.

## Fim da regência
Durante a Segunda Guerra Mundial, a Hungria se alinhou à Alemanha Nazista. À medida que a guerra se voltava contra os alemães, o governo húngaro começou a se dissociar do esforço de guerra e os alemães ficaram preocupados que pudessem abandonar as potências do Eixo. Em março de 1944, os alemães ocuparam a Hungria durante a Operação Margarethe para mantê-los na guerra.  Horthy foi autorizado a permanecer em seu cargo, mas foi forçado a remover seu primeiro-ministro e nomear um que apaziguasse os alemães.
Depois que a Romênia se retirou do Eixo e aceitou um armistício com a União Soviética em agosto de 1944, Horthy decidiu negociar secretamente com os soviéticos. Em 15 de outubro de 1944, Horthy anunciou em uma transmissão de rádio nacional que a Hungria havia assinado um armistício com os soviéticos. Os alemães responderam com a Operação Panzerfaust. Isso incluiu a prisão de Horthy e seu filho Miklós. Horthy foi forçado a assinar uma declaração que renunciava ao armistício e entregava o controle do governo a Ferenc Szálasi como Magyar királyi miniszterelnök (primeiro-ministro real húngaro). Szálasi era o líder do partido pró-nazista da Cruz Flechada.  Horthy explicou mais tarde a sua capitulação: "Eu não me demiti nem nomeei Szálasi como primeiro-ministro, apenas troquei a minha assinatura pela vida do meu filho. Uma assinatura arrancada de um homem sob a mira de uma metralhadora pode ter pouca legalidade." 
Szálasi liderou o Governo de Unidade Nacional de 15 de outubro de 1944 a 28 de março de 1945. O parlamento húngaro aprovou a formação de um Conselho de Regência (Kormányzótanács). Em 4 de novembro de 1944, Szálasi foi empossado como "Líder da Nação" (Nemzetvezető), tornando-se chefe de Estado, além de chefe de governo como primeiro-ministro da Hungria.  Embora a regência de Horthy tenha chegado ao fim, a monarquia húngara não foi abolida pelo regime de Szálasi. A necessidade de um regente, ou regência, terminou quando o Reino da Hungria foi substituído pela Segunda República Húngara em 1 de fevereiro de 1946.